# نيو بيرغن
نيو بيرغن Nieuw Bergen هي قرية هولندية في محافظة ليمبورخ (هولندا). يبلغ عدد سكانها نسمة 5.330 حسب احصاءات 2019.